# ノヴゴロド・セヴェルスキー公
ノヴゴロド・セヴェルスキー公 / シヴェーリア公（ロシア語: Князь Новгород-Северский / ウクライナ語: Князь сіверський） は、ノヴゴロド・セヴェルスキー公国（シヴェーリア公国）の君主の称号である。（「公」はクニャージからの訳出による。）公国の首都はノヴゴロド・セヴェルスキー（シヴェーリア（セヴェルシチナ）地方のノヴゴロドの意。現ウクライナ・ノーウホロド＝シーヴェルシクィイ）に置かれ、公位の名称は地域名・都市名に基づく。

## ノヴゴロド・セヴェルスキー公の一覧

### ルーシ期
- オレグ・スヴャトスラヴィチ - 在位：1097年 - 1115年
- フセヴォロド・オリゴヴィチ - 在位：1115年 - 1127年
- ウラジーミル・ダヴィドヴィチ - 在位：1127年 - 1139年[1]
- イーゴリ・オリゴヴィチ - 在位：1139年 - 1146年
- スヴャトスラフ・オリゴヴィチ - 在位：1146年 - 1157年（途中断絶あり）
- スヴャトスラフ・フセヴォロドヴィチ - 在位：1157年 - 1164年

（1164年以降のリューリク朝の公に関する史料は不完全であり、以降の統治者の変遷を考察する際には注意が必要であることが指摘されている。）
- オレグ・スヴャトスラヴィチ - 在位：1164年 - 1180年
- イーゴリ・スヴャトスラヴィチ - 在位：1180年 - 1198年
- ウラジーミル・イーゴレヴィチ - 在位：1198年 - 1206年
- オレグ - 在位：1206年 - ?
- リューリク・オリゴヴィチ（聖名コンスタンチン） - 在位：1206年 - 1210年もしくは1215年[注 1]
- イジャスラフ - 在位：? - 1239年

1198年以降についての別説
- オレグ・スヴャトスラヴィチ(ru) - 在位：1198年 - 1202年
- フセヴォロド・スヴャトスラヴィチ - 在位：1202年 - 1204年
- グレプ・スヴャトスラヴィチ - 在位：1204年 - 1212年
- ムスチスラフ・グレボヴィチ - 在位：1212年 - 1239年
- アンドレイ・ムスチスラヴィチ - 在位：1239年 - 1245年

（1362年、リトアニア大公国が併合。）

### リトアニア期
- ドミトリユス・アルギルダイティス - 在位：1362年 - 1379年
- カリブタス・アルギルダイティス - 在位：1380年 - 1393年もしくは1401年
- テオドラス・リュバルタイティス(ru) - 在位：1394年 - 1405年
- イヴァン・ドミトリエヴィチ - 在位：1454年 - 1471年以降
- Vasīlijs Šemjakins(ru) - 在位：? - 1523年

（1500年、Vasīlijs（ロシア名ヴァシリー）は公国ごとモスクワ大公イヴァン3世に寝返ったが、1523年に外患罪に問われて捕縛された。後にノヴゴロド・セヴェルスキー公位は廃止。）